# 余维祥
余维祥（1962年—），贵州遵义人，汉族，中华人民共和国政治人物、第十一届全国人民代表大会贵州地区代表。
毕业于华中农业大学经贸学院农业经济管理专业。加入民建。担任贵州省贵阳市副市长，民建贵州省委副主委、贵阳市委主委。2018年2月24日，当选为第十三届全国人大代表。